# Rygchium fedoris
Rygchium fedoris är en stekelart som beskrevs av Richard Mitchell Bohart 1945. Rygchium fedoris ingår i släktet Rygchium och familjen Eumenidae. Inga underarter finns listade i Catalogue of Life.